# 압살론

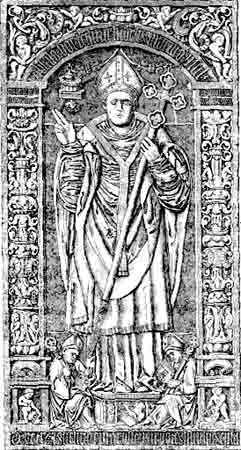

압살론(Absalon, 1128년 경 – 1201년 3월 21일)은 덴마크 정치가이자 카톨릭 교회의 고위 성직자로 1158년부터 1192년까지 로스킬데(Roskilde)의 주교, 1178년부터 죽을 때까지 룬드(Lund)의 대주교를 역임했다. 그는 12세기 후반 덴마크의 가장 뛰어난 정치가이자 교부였으며 덴마크 왕 발데마르 1세의 가장 가까운 조언자였다. 그는 발트해의 영토 확장, 교황청과의 긴밀한 관계를 통한 유럽화, 교회와 대중의 관계 개혁이라는 덴마크 정책의 핵심 인물이었다. 그는 그레고리오 개혁의 이상과 강력한 군주 권력의 충성스러운 지지를 결합했다.
압살론은 강력한 흐비데씨 일족에서 태어나 막대한 토지 소유물을 소유했다. 그는 여러 교회 기관, 가장 두드러진 가족의 소뢰 수도원(Sorø Abbey)을 기부했다. 그는 정부로부터 토지를 부여받았고 현대 코펜하겐으로 발전한 도시의 첫 요새를 건설했다. 1201년에 세상을 떠났고 소뢰 수도원에 수감되었다.